# 加里寧區 (聖彼得堡)

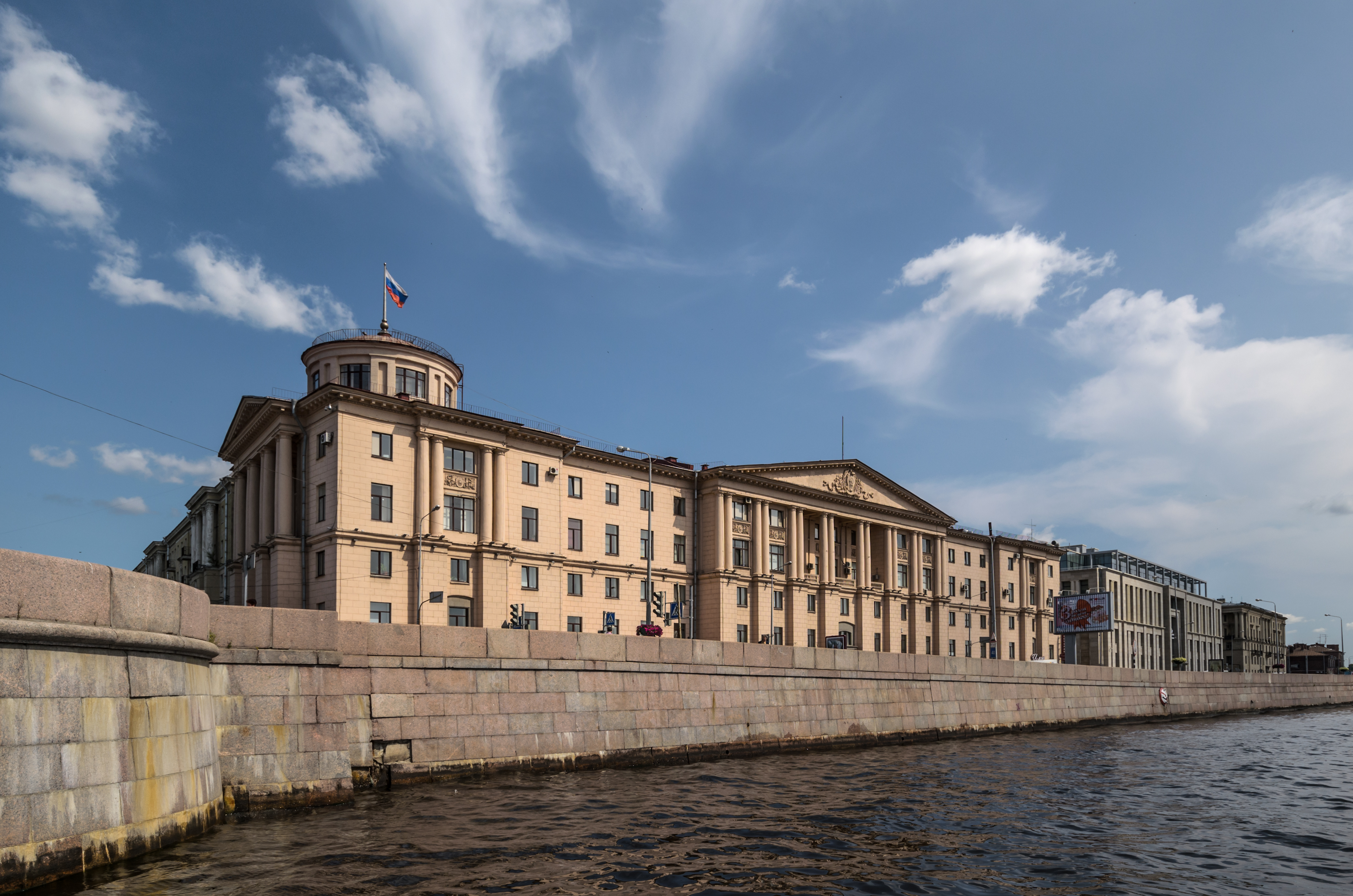

60°00′N 30°24′E / 60.000°N 30.400°E
加里寧區（羅馬化：Kalininsky rayon）是俄羅斯的一個區，位於該國西北部，由聖彼得堡負責管轄，始建於1936年，面積40.12平方公里，2010年人口504,641，人口密度每平方公里12,578.29人。芬兰车站位于此地。